# Асбест
Асбе́ст (рос. Асбест) — місто, центр Асбестівського міського округу Свердловської області.
Населення — 68893 особи (2010, 76328 у 2002).

## Відомі люди
У місті народилися:
- Глинських Геннадій Степанович (1951—1980) — радянський військовик, учасник Афганської війни.
- Кузьмін Дмитро Володимирович (1974—2014) — український військовик, учасник війни на сході України.
- Глєб Самойлов,

4 серпня 1970 року, співак,композитор,поет,
групи "Агата Крісті",  "The Matrixx".
- Олександр Козлов,

1961-2001,
музикант,композитор,
група "Агата Крісті".